# Miyagawa Chōshun
Pour l’article homonyme, voir Miyagawa.
Miyagawa Chōshun est un nom japonais traditionnel ; le nom de famille (ou le nom d'école), Miyagawa, précède donc le prénom (ou le nom d'artiste).
Miyagawa Chōshun (宮川長春) est un peintre d'estampes de style ukiyo-e. Il est né en 1683 à Miyagawa-mura (宮川村), un village de la préfecture d'Aichi, dans la province d'Owari, mais a vécu ensuite l'essentiel de sa vie à Edo, où il est mort le 13 novembre 1753.

## Formation et carrière
Fondateur de l'école Miyagawa (宮川派), il avait appris son art sous la direction de maîtres des écoles École Kanō et École Tosa, ainsi que sous la direction de celui que l'on considère comme le fondateur de l'ukiyo-e, Hishikawa Moronobu. Ces influences sont évidentes dans son art, de même que celle de l'École Kaigetsudō.

## Son style
Mais au bout du compte, Chōshun, en tant que fondateur d'une nouvelle école de peinture, a un style qui n'appartient réellement qu'à lui. Les silhouettes qu'il dessine sont toutes auréolées d'une douce féminité, et les coloris qu'il utilise sont parmi les plus beaux[pourquoi ?] de l'ukiyo-e.
Ses peintures ne mettent pratiquement en scène que des courtisanes, qui apparaissent chez lui plus voluptueuses que celles de la plupart des autres artistes, tout particulièrement chez un artiste plus tardif comme Harunobu. Outre ces portraits de courtisanes, Miyagawa Chōshun et ses élèves ont également produit de nombreuses œuvres érotiques de type shunga.

## Ses élèves
Miyagawa Chōshun avait un certain nombre d'élèves, y compris son fils Miyagawa Shunsui, ainsi que Miyagawa Chōki (qui était peut-être aussi son fils), et Miyagawa Isshō.
Katsukawa Shunshō (勝川春章, 1726 – 1793).

## Anecdote
En 1751, peu d'années avant sa mort, Miyagawa Chōshun se vit commander, par un artiste de l'École Kanō, un travail de restauration au sanctuaire Shinto Nikkō Tōshō-gū. Quand finalement Miyagawa Chōshun ne fut pas payé pour son travail, une altercation prit naissance qui se termina par la mort de l'artiste Kanō des propres mains du fils de Chōshun. Ceci valu à Chōshun d'être banni d'Edo pendant toute une année.